# Mosca Boreale
La Mosca Boreale (Musca Borealis in latino) è una costellazione obsoleta dalla storia piuttosto tormentata. Situata subito a nord dell'Ariete, fu introdotta su un globo celeste del 1612 dall'olandese Petrus Plancius con il nome di Ape (Apis). L'astronomo tedesco Jakob Bartsch ne cambiò il nome in Vespa (Vespa) su una sua mappa del 1624. Johannes Hevelius la rinominò Mosca (Musca) sul suo Firmamentum Sobiescianum del 1690. Poco dopo divenne nota come Mosca Boreale per distinguerla da una costellazione del cielo australe già esistente che raffigurava lo stesso insetto. Alla fine, tuttavia, la Mosca Boreale venne dimenticata dagli astronomi. Per complicare ancora la situazione, nel 1674 il francese Ignace-Gaston Pardies compose con le stesse stelle il Giglio (Lilium), emblema di Francia, anch'esso di poca durata.